# Musée des Beaux-Arts de La Rochelle

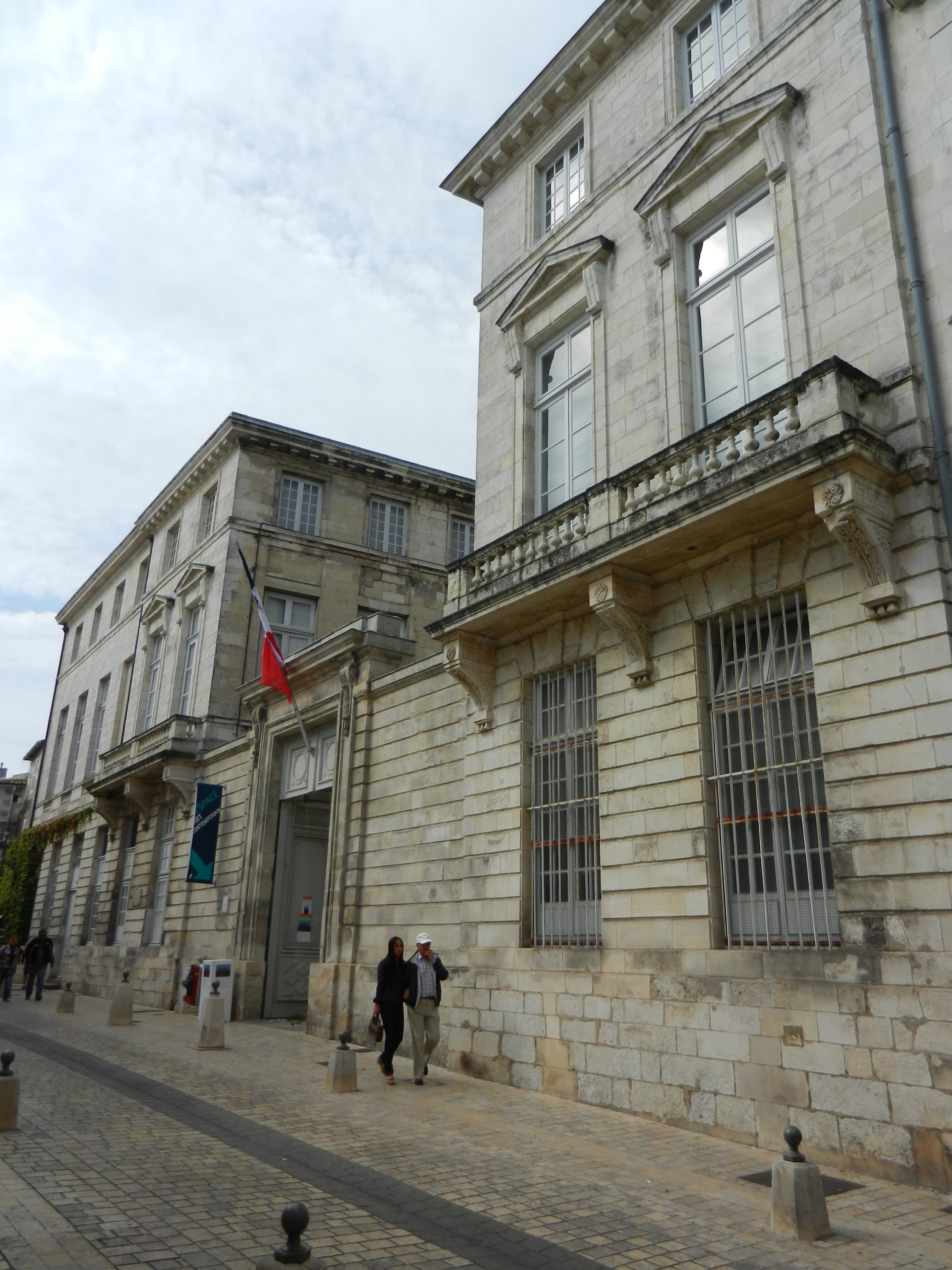
Der Eingang des Musée des Beaux-Arts von der Rue Gargoulleau

Das Musée des Beaux-Arts de La Rochelle ist ein französisches Kunstmuseum in La Rochelle in der Charente-Maritime. Mit dem Musée du Nouveau Monde bildet es den Bestand der Kunst und Geschichtsmuseen in La Rochelle. Das Hôtel particulier, in dem das Museum untergebracht ist, steht mit dem Erlass des 23. Februar 1925 unter Denkmalschutz als Monument historique.

## Geschichte des Gebäudes
Das Palais wurde am Anfang des 17. Jahrhunderts erbaut und im Jahr 1600 von Paul Legoux, Schatzmeister des Hauses Navarra gekauft. Er bewohnte den Ort als Grand-Logis oder Palais-Royal und beherbergte Gäste wie Sully (1604), Condé (1615), Ludwig XIII. (1628) und Anna von Österreich (1632). Das Haus wurde als das „schönste, angemessenste und das am besten klimatisierte Haus der Stadt“ beschrieben.
Im Jahr 1673 wurde das Haus Priesterseminar. Monseigneur Henri de Laval errichtete 1696 dort den Bischofssitz. Von 1769 bis 1774 ließ Monseigneur Crussol d’Uzès das Stadtpalais nach Plänen des Architekten Gilles Nassivet durch den Bauunternehmer François Chapuy rekonstruieren. Dieses Bischofspalais ist im klassizistischen Stil gebaut.
Während der Revolution bekommt die Gemeinde das Gebäude und errichtet dort 1795 die städtische Bibliothek.
Das Museum wird 1845 in der zweiten Etage des Gebäudes über der Bibliothek eingerichtet.
Das Gebäude wird am 23. Februar 1925 unter Denkmalschutz gestellt.
Die städtische Bibliothek wird 1998 in die Mediathek Michel-Crépeau verlegt, sodass nun Ausstellungsfläche für zeitgenössische Kunst frei wurde. Diese wurde 1999 eröffnet.
Außerdem beherbergt das Gebäude die Direktion der regionalen kulturellen Angelegenheiten von Poitou-Charentes und ein Lapidarium. Letzteres zeigt diverse Fragmente der Karmeliterkirche, des Rathauses, des Protestantischen Kollegs und von umgebauten oder bereits verschwundenen Häusern.
Die Sammlungen des Musée d’Orbigny-Bernon, das 2012 schließen musste, wurden in das Musée des Beaux-Arts verlegt.

## Sammlung

### Westliche Kunst
Das Museum wurde nach den Ankäufen der Gesellschaft der Kunstfreunde um 1841 erbaut. Die Sammlung ist während des 19. Jahrhunderts stetig dank zahlreicher Ankäufe im Salon, von regionalen Künstlern und durch Schenkungen und Erbschaften gewachsen.
Das Museum bietet ein Panorama der europäischen Malerei des 15. bis ins 20. Jahrhundert.
Die alte Malerei (des 15. bis Ende des 18. Jahrhunderts) wird von Künstlern vertreten wie:
- Frans II Francken: Die goldenen Vasen der Ägypter
- Luca Giordano: Majestas Domini
- Eustache Le Sueur: Anbetung der Hirten
- Willem van de Velde der Jüngere: Ankerndes holländisches Geschwader

Das 19. Jahrhundert wird vertreten von Werken von:
- Camille Corot
- Paul Huet
- Édouard Toudouze
- Gustave Doré

Es gibt Werke von regionalen Künstlern wie:
- Théodore Chassériau
- Eugène Fromentin
- Gustave Guillaumet
- William Bouguereau

Sowie Ansichten des Hafens von La Rochelle von:
- Paul Signac
- Albert Marquet

Das 20. Jahrhundert wird vertreten von Werken von:
- Aristide Maillol
- Antoine Bourdelle
- Alberto Magnelli
- Gaston Chaissac
- Maurice Denis
- Zoum Walter
- Henry de Waroquier
- Louis Suire

#### Galerie

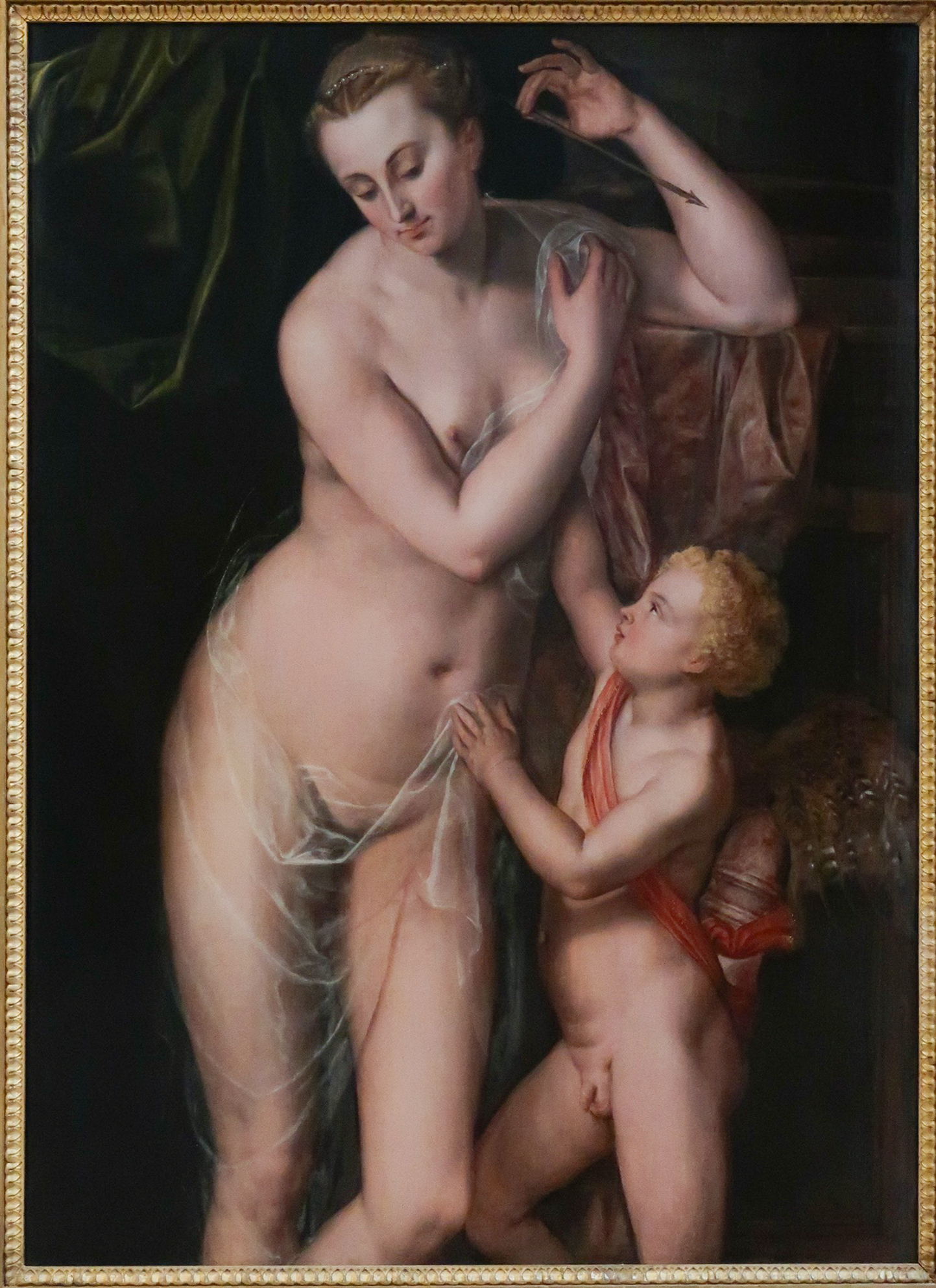
Anonymer Antwerpener Maler. Venus und Amor. Öl auf Holz, 16. Jahrhundert.
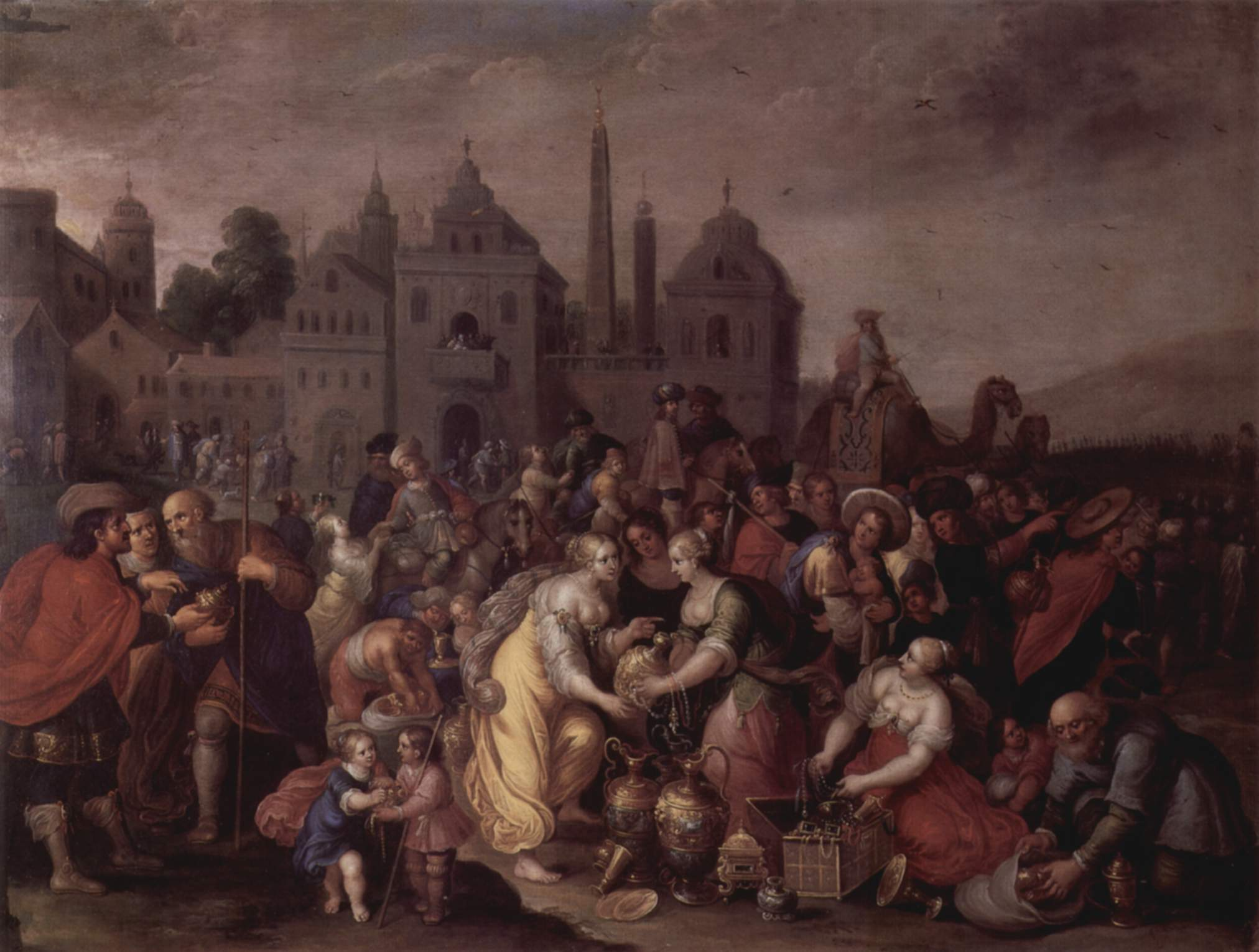
Die Vasen der Ägypter. Frans II Francken (1542–1616) und Werkstatt. Öl auf Kupfer, 48,5 × 65 cm. Nach 1600.
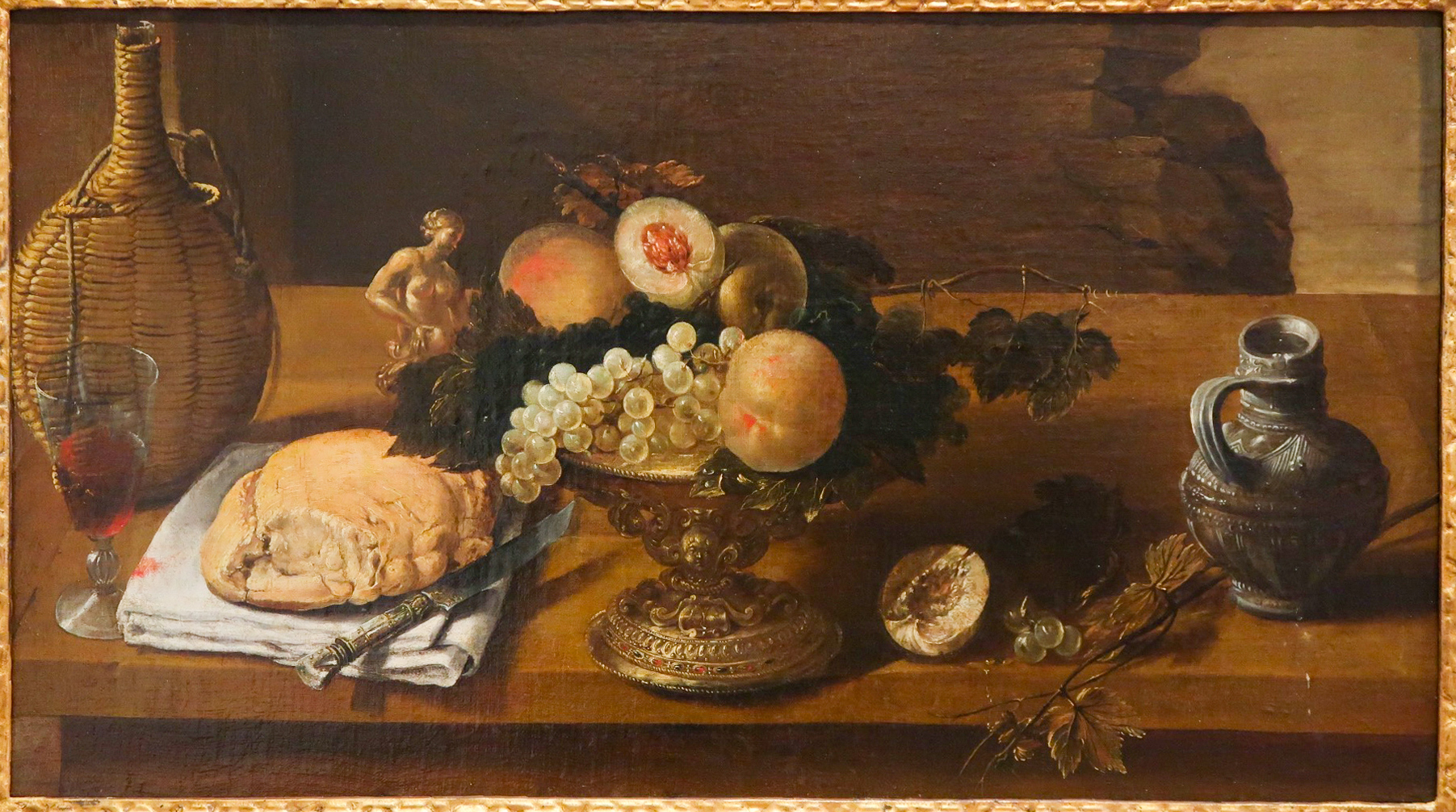
Fruchtkorb und diverse Objekte. Antoine-Benoît Dubois (1619–1680) (zugeschrieben)
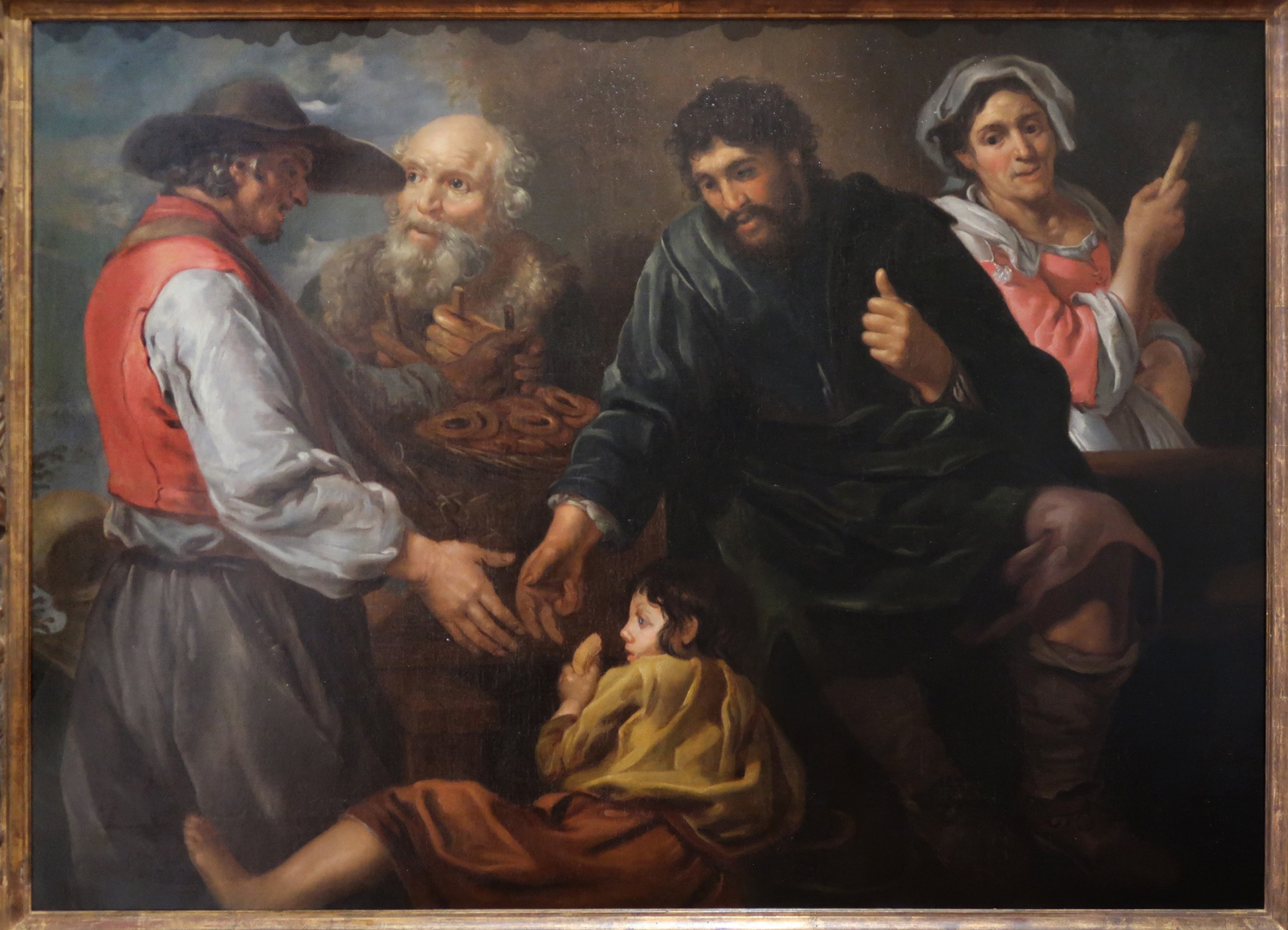
Der Verkäufer von Gebäck. Bernhard Keil (Helsingborg, 1624 – Rom, 1687). Nicht datiert.
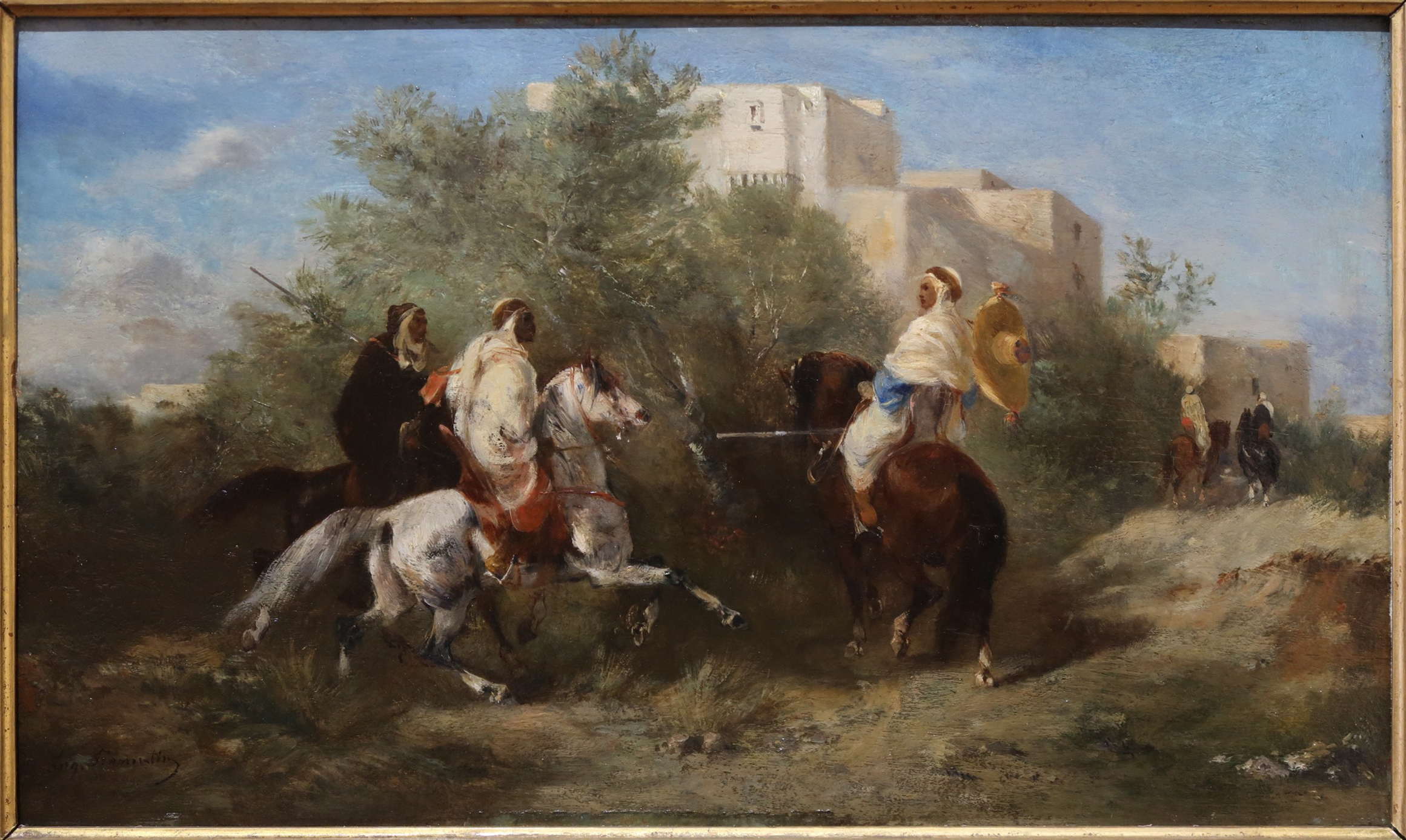
Arabische Kavaliere (oder) Das Treffen. Eugène Fromentin (1820–1876). Öl auf Holz, 1857.
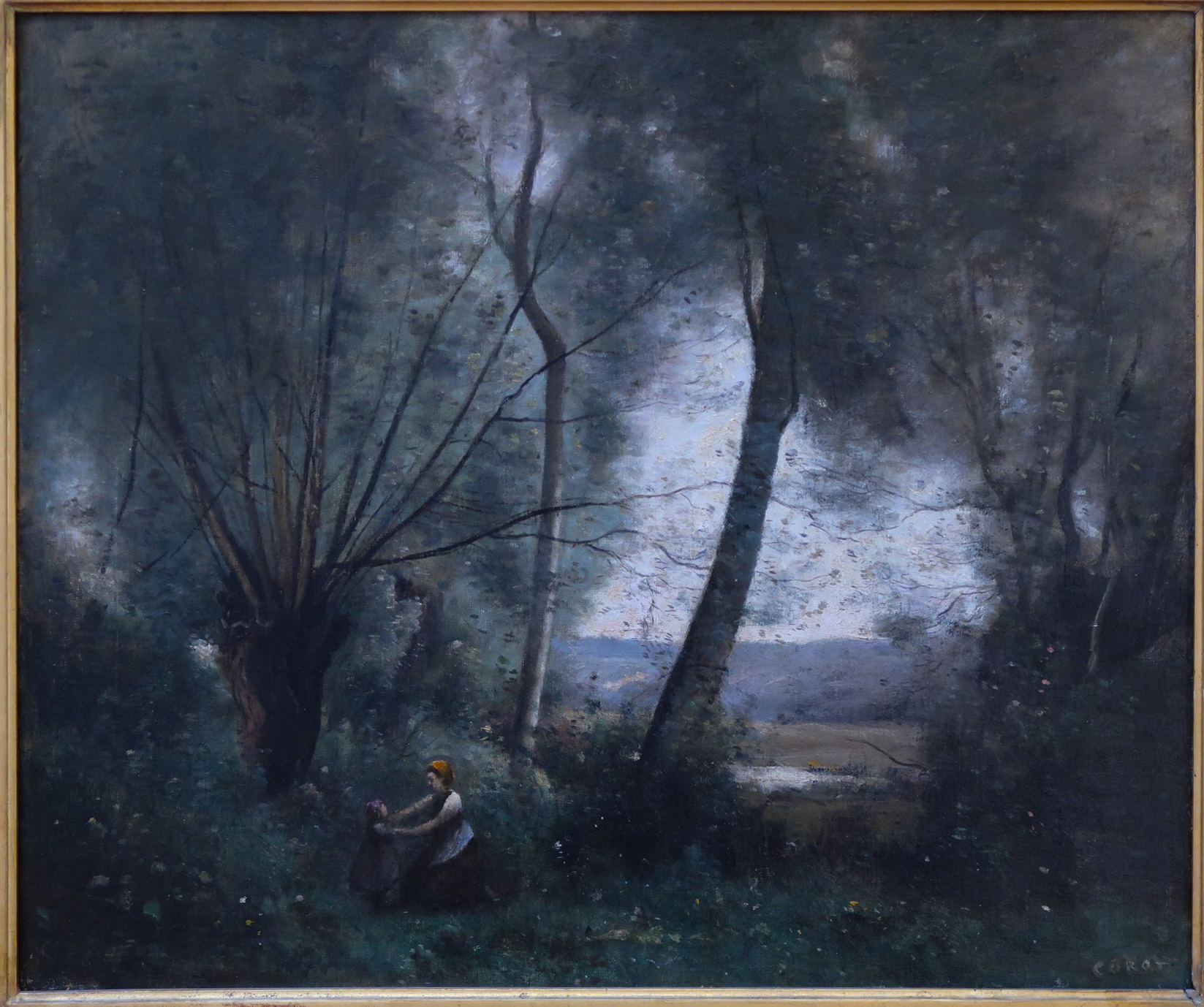
Jean-Baptiste Camille Corot (1796–1875). Landschaft (v. 1866 ?). Öl auf Leinwand.
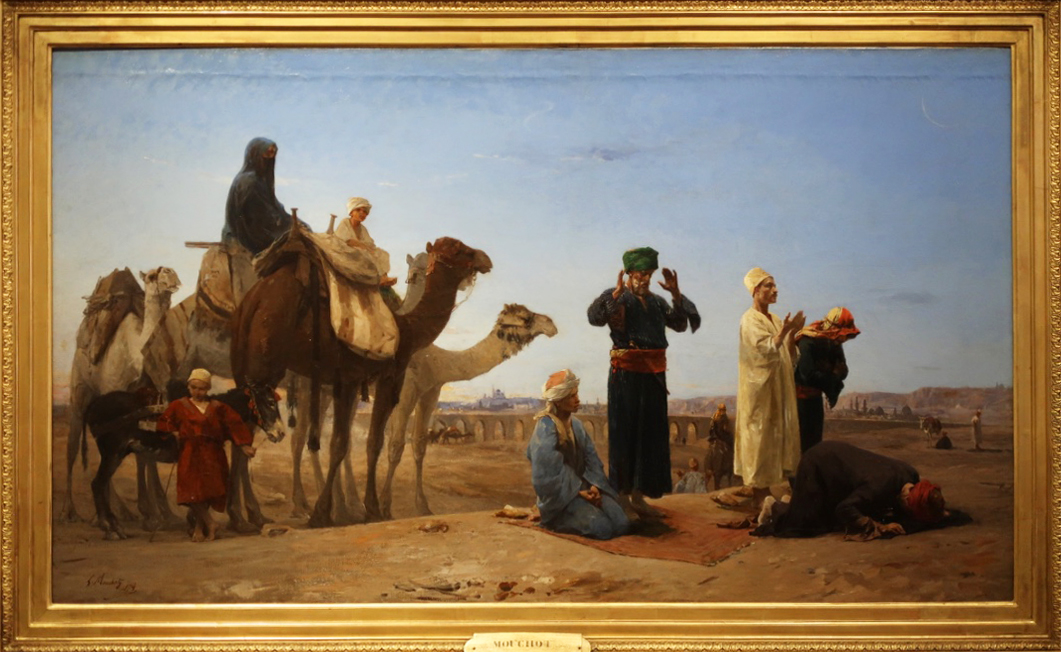
Das Abendgebet. Louis Mouchot (Paris 1830-id. 1891). 1874
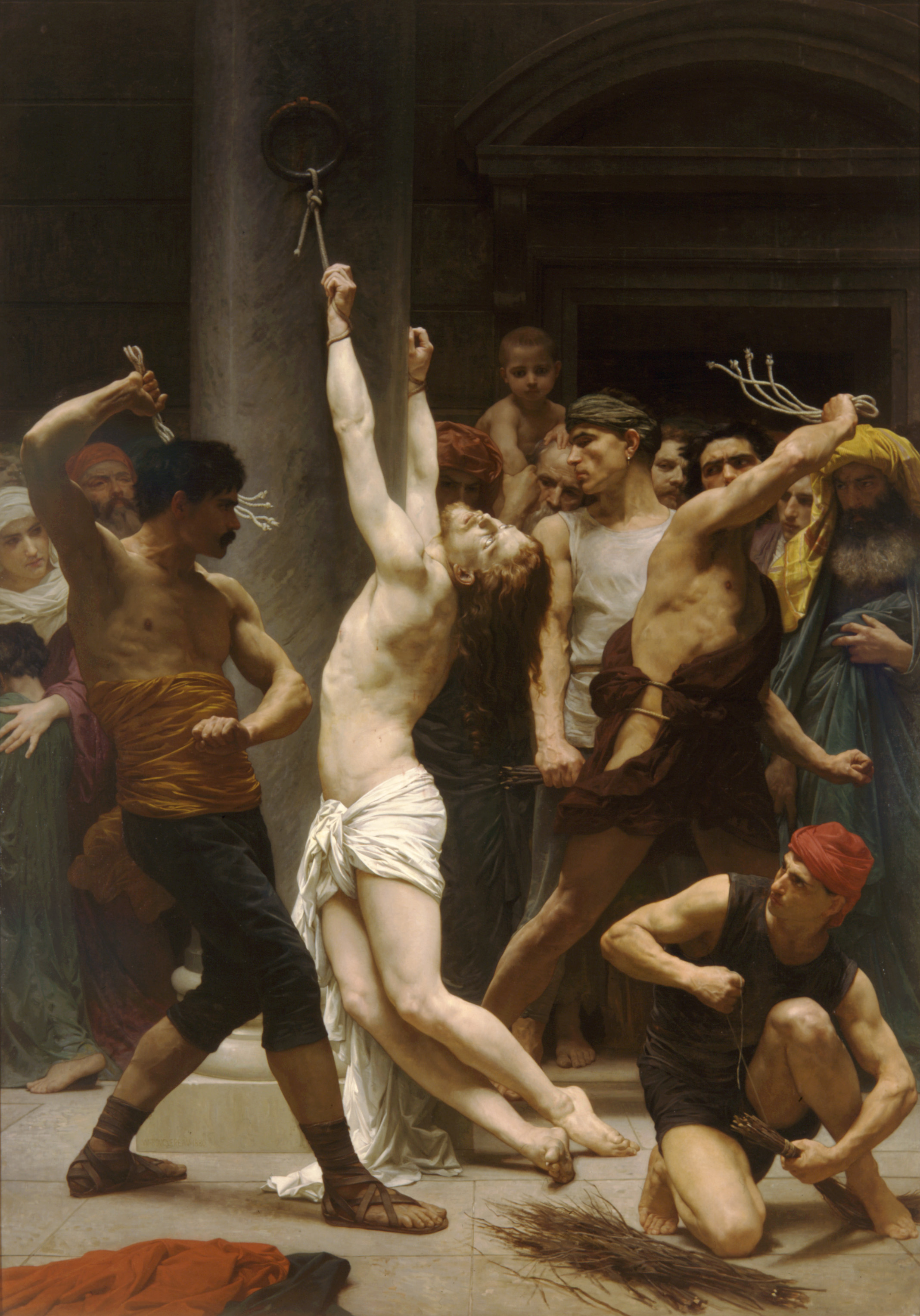
Die Geißelung von Christus. William Bouguereau. Öl auf Leinwand, 1880. Befindet sich in der Kathedrale von La Rochelle.
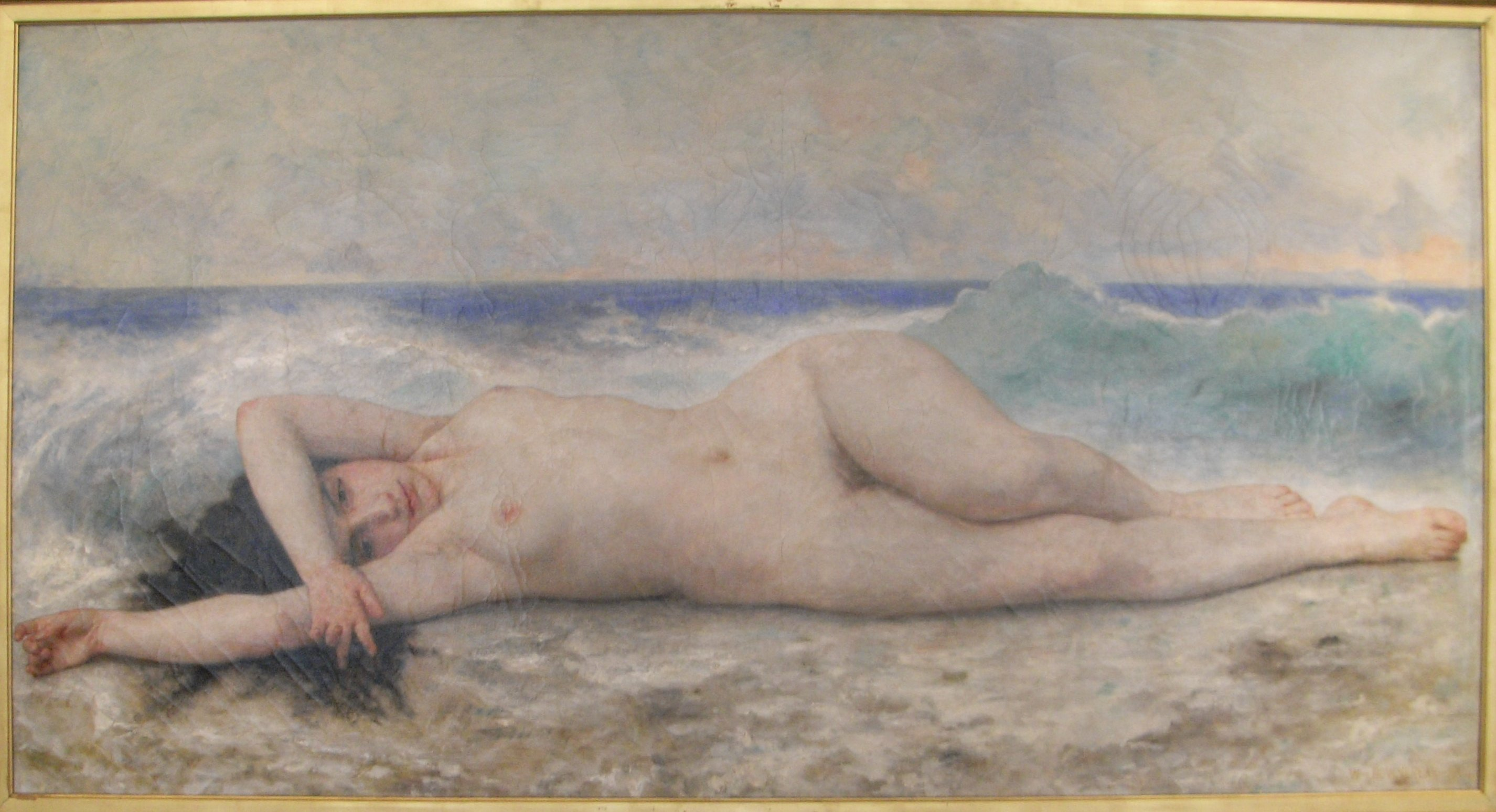
Ozeanide. William Bouguereau (1825–1905). Öl auf Leinwand, 1904.
Henry Déziré, Kopf einer Bretonin. Öl auf Leinwand.
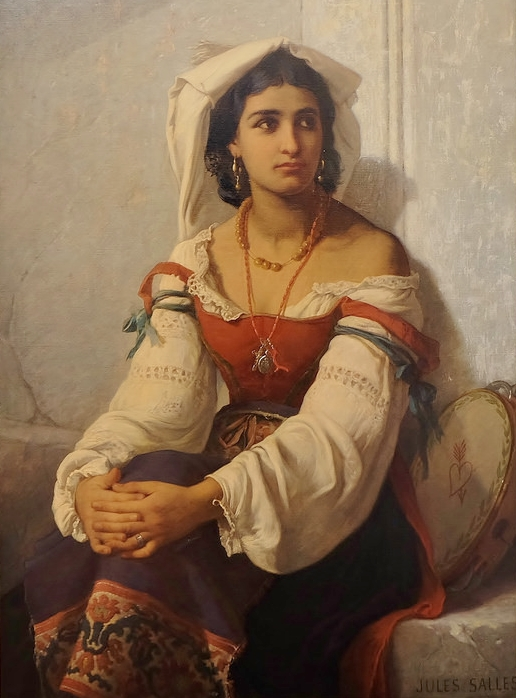
Jules Salles, Das Warten. Öl auf Leinwand.
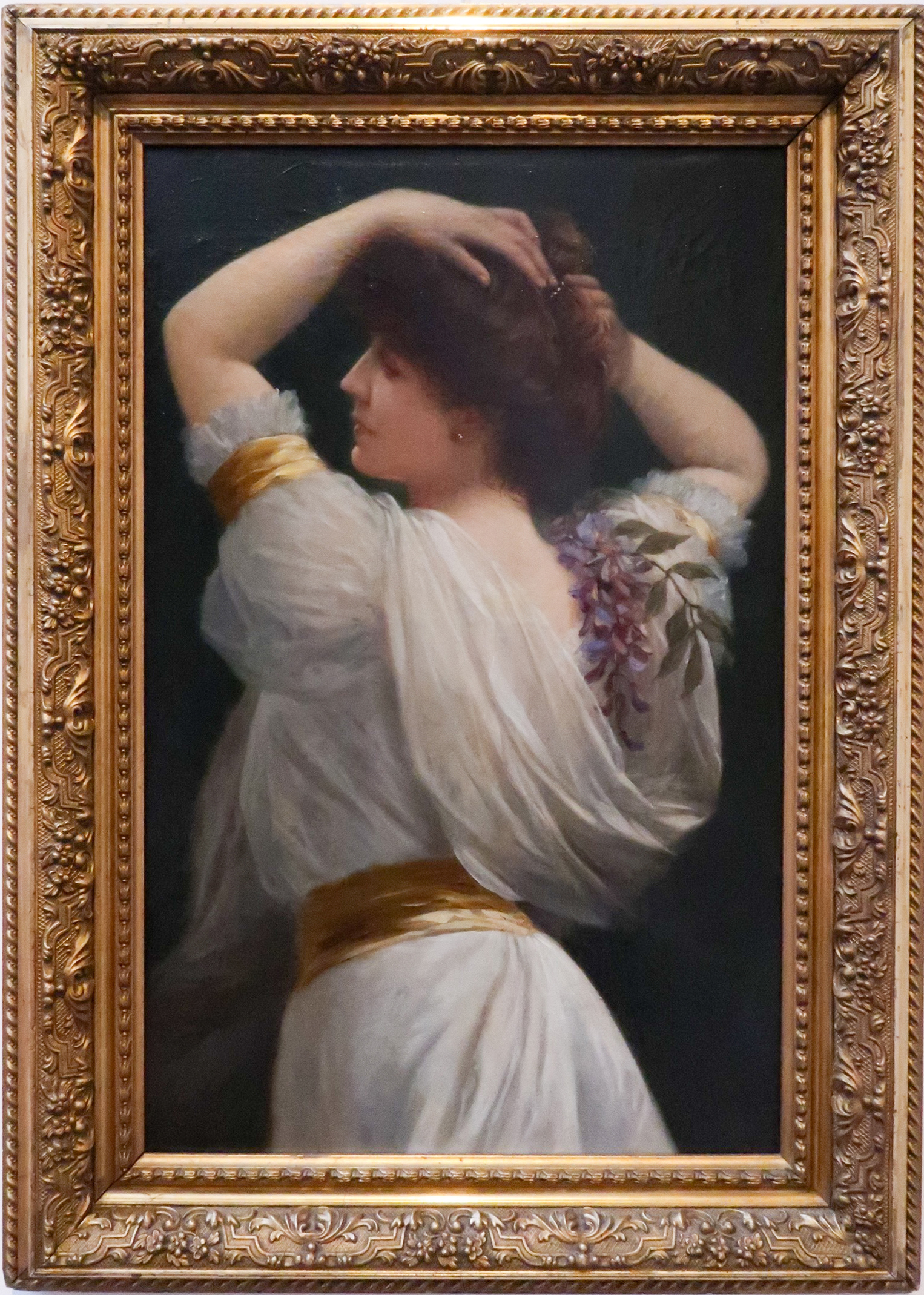
Die Glyzinie. Aristide Boulineau (Cozes 1841- id. 1912). Öl auf Leinwand, nicht datiert.

### Asiatische Kunst
Das Museum besitzt außerdem eine schöne Sammlung asiatischer Kunst. Insbesondere eine Serie von chinesischen Malereien, die Anfang 1844 in Guangzhou von dem berühmtesten Hafenmaler in China von Youqua. Die Malereien im Museum zeigen Szenen des privaten Lebens und zeugen präzise von den Kleidern und Accessoires des alltäglichen Lebens sowie vom Gebrauchsmobiliar der Qing-Dynastie. Diese Werkstatt praktizierte die Ölmalerei um dem Geschmack der westlichen Kunden auf der Durchreise zu entsprechen. Mutmaßlich war es einer der Unterzeichner des Vertrags von Huangpu. Es waren ungleiche Handels- und Navigationsverträge zwischen Frankreich und China, die 1844 unterzeichnet wurden. Die japanische Kunst wird repräsentiert durch eine bemerkenswerte Serie von Keramiken des berühmten Ogata Kenzan der Rimpa Schule, eine der wichtigsten historischen Schulen der dekorativen japanischen Malerei des 17. und 18. Jahrhunderts.

#### Galerie

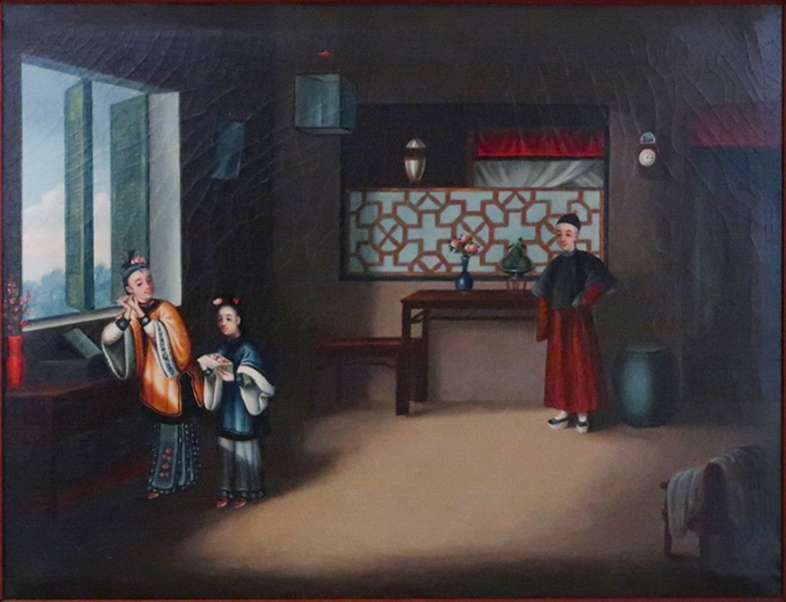
Youqua, vor 1844. Dame, Bedienstete und junger Mann in einem Innenraum. Öl auf Leinwand, 45 × 60 cm.
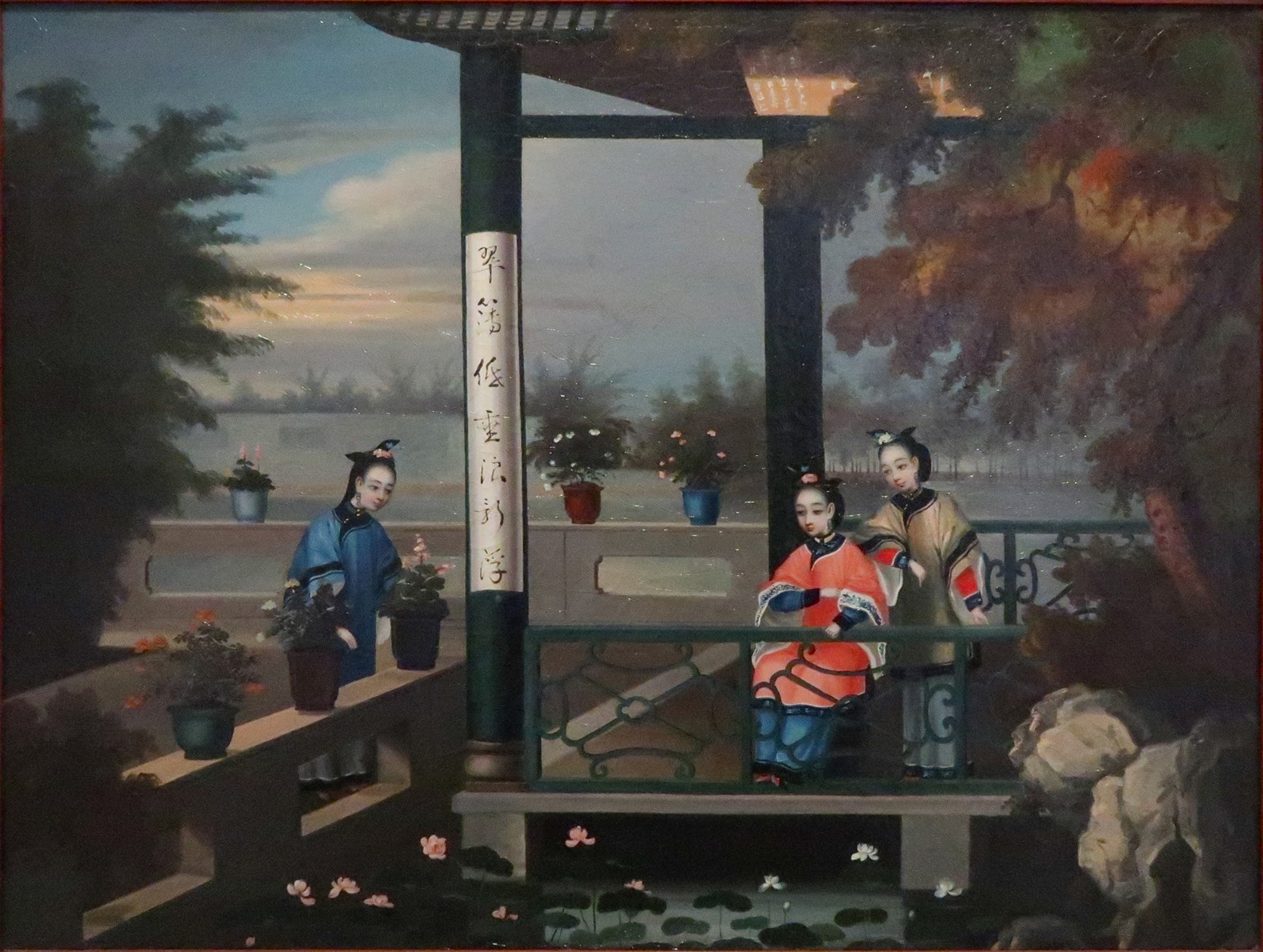
Youqua, vor 1844. Damen um ein Becken sitzend. Öl auf Leinwand, 45 × 60 cm.
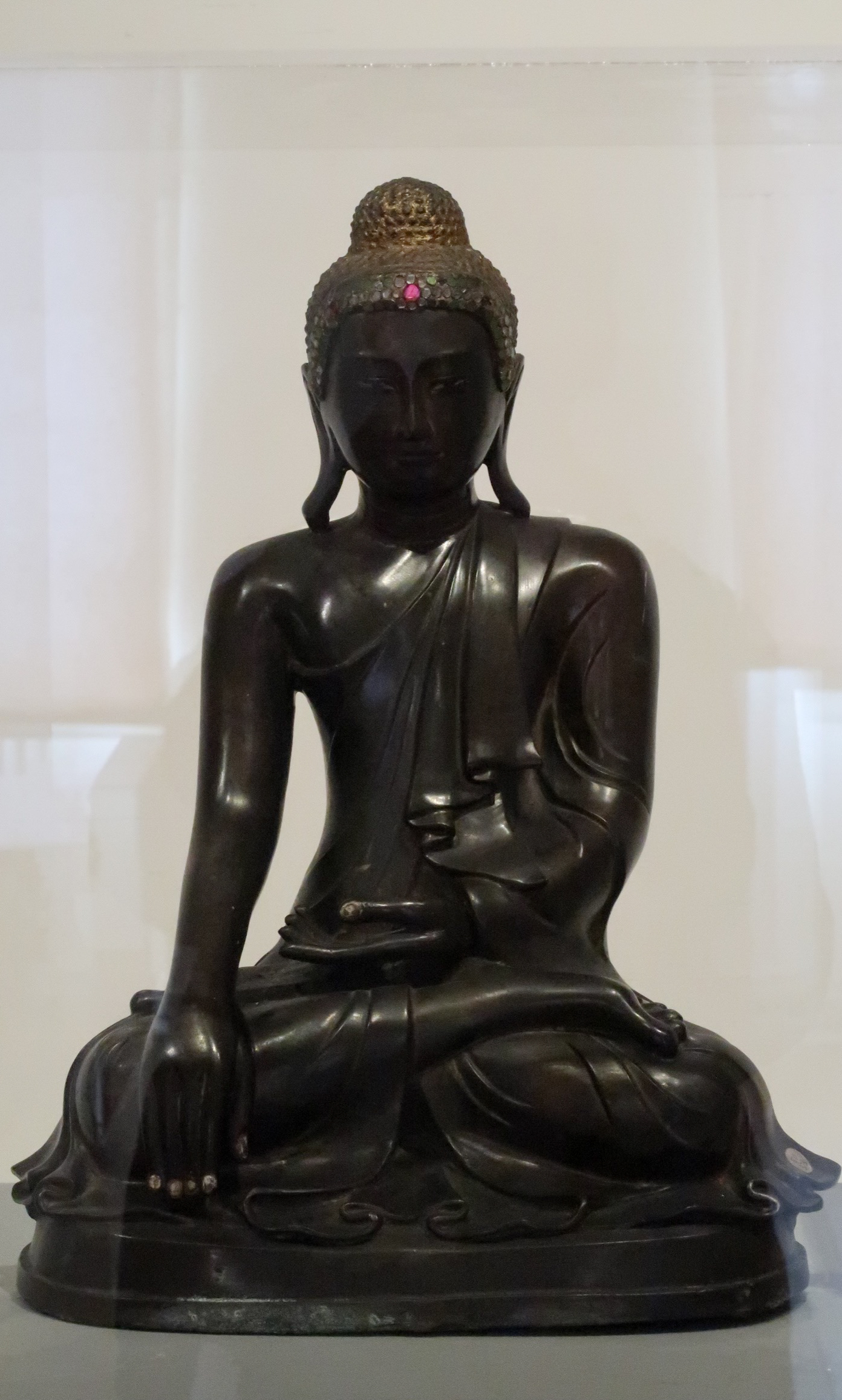
Sitzender Buddha berührt die Erde, Birma oder Myanmar, Bronze und Glas, 19. Jahrhundert.
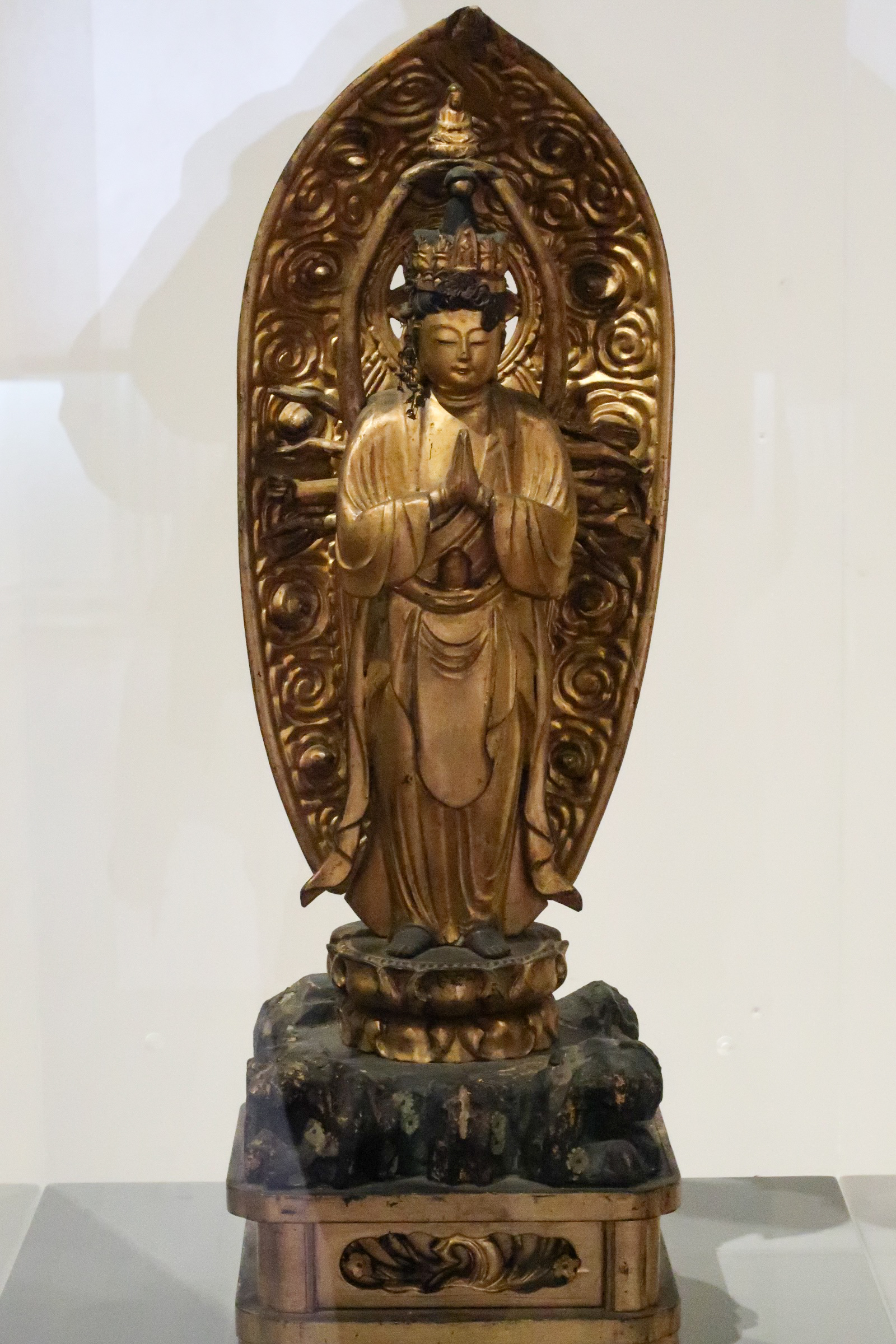
Stehende Kannon, Holz, bemalt, lackiert und vergoldet, Japan peint, laqué et doré. Japon. Edo-Zeit.
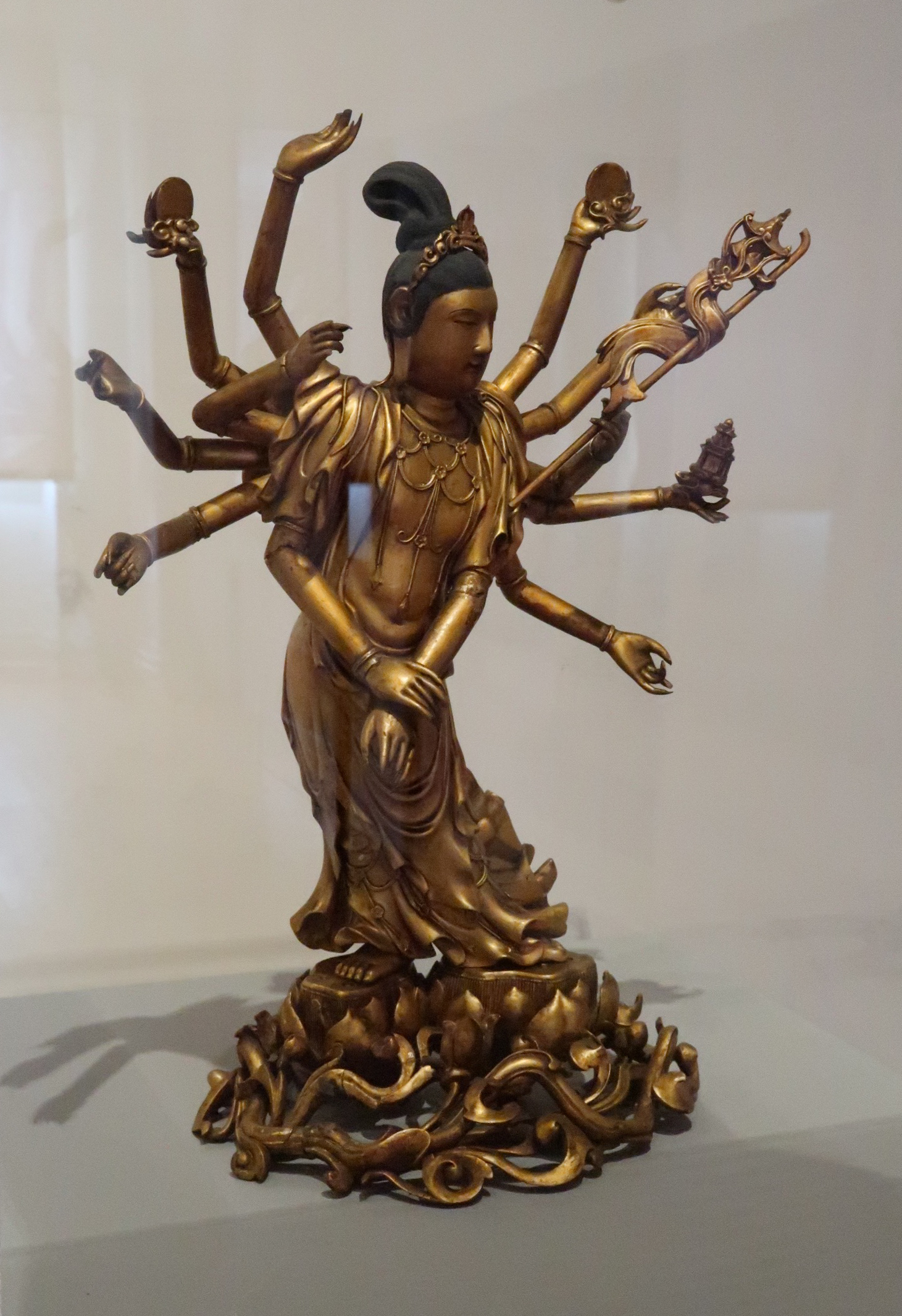
Stehende Guanyin  Holz, vergoldet, China, Qing-Dynastie. 18. Jahrhundert.
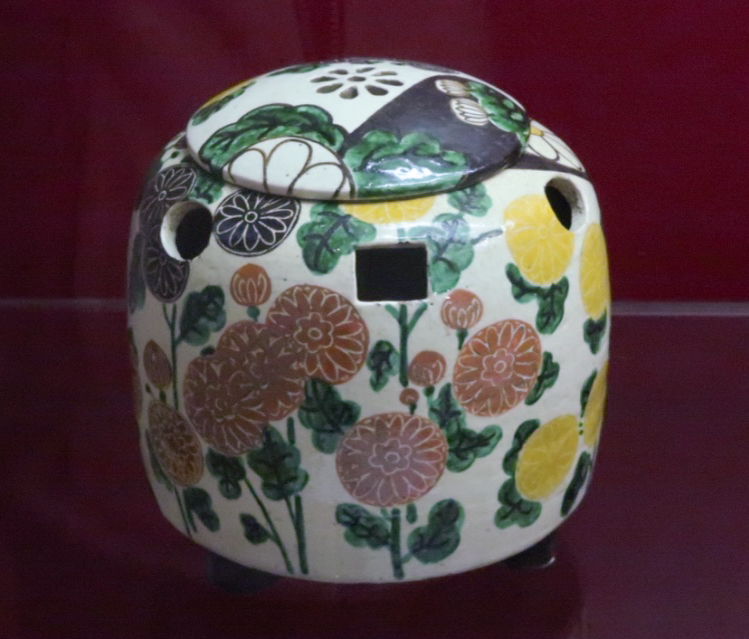
Ogata Kenzan. Räuchergefäß. Steinzeug mit Dekor und Deckel. 18. Jahrhundert.
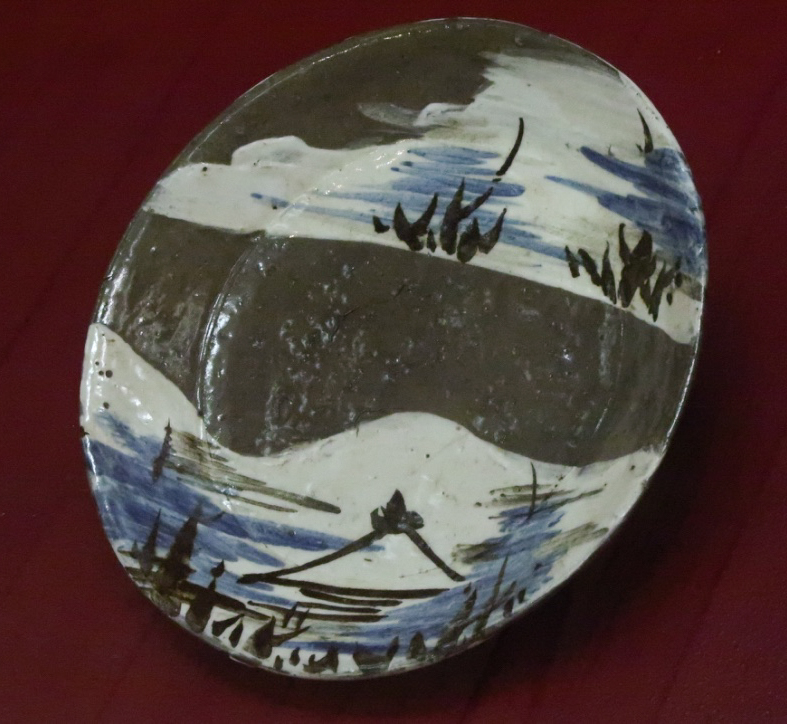
Ogata Kenzan. Ovale Schale mit Landschaftsdekor. 18. Jahrhundert.
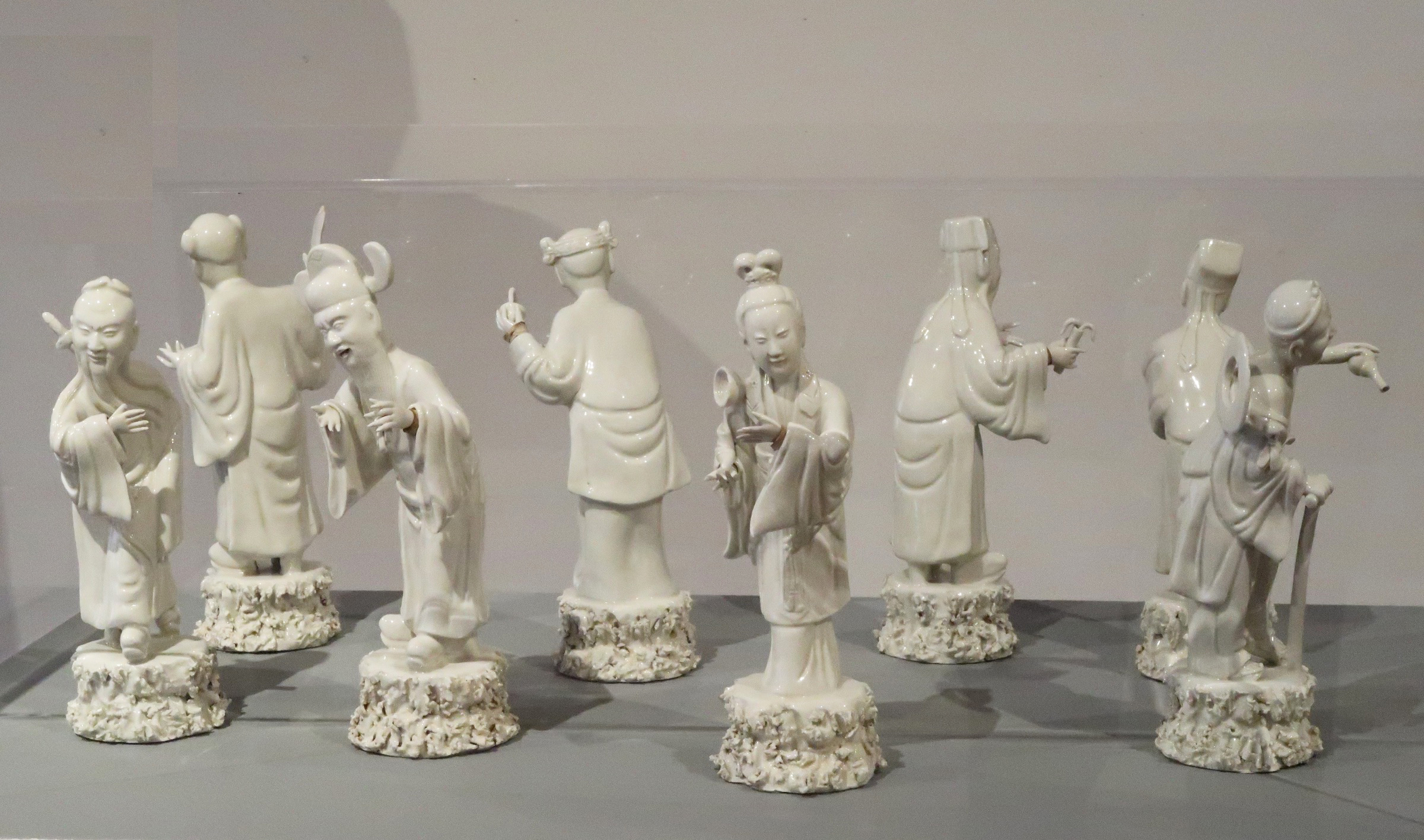
Die Acht Unsterblichen des Daoismus. Porzellan, Qing-Dynastie.